# Новий Калкаш
Новий Калка́ш (рос. Новий Калкаш, башк. Яңы Ҡалҡаш) — присілок у складі Стерлібашевського району Башкортостану, Росія. Входить до складу Старокалкашівської сільської ради.
Населення — 226 осіб (2010; 228 в 2002).
Національний склад:
- башкири — 95%